# Mathias Wichmann
Mathias Wichmann Andersen (født 6. august 1991) er en dansk professionel fodboldspiller, som senest spillede for norske FK Jerv. Han har gennem flere år været ungdomsspiller i AaB.

## Klubkarriere
I august 2009 fik han en professionel kontrakt med AaB og blev den første spiller fra AaB's sportskollegie, AaB College, som fik debut i Superligaen.
Han scorede sit første mål for AaB i sin 37. kamp for klubben. Målet faldt mod AGF d. 24. juli 2011.
Matthias Wichmann fik den 7. januar 2015 ophævet sin kontrakt med AaB og skrev samme dag under på en 2,5 årig kontrakt med Viborg F.F til sommeren 2017. Han fik debut i den grønne trøje den 20. maj 2015 på hjemmebane mod Skive IK efter at have været skadet i 3 måneder.
Den 5. juni 2017 blev det offentliggjort at Wichmann sammen med en række andre spillere ikke ville få forlænget deres kontrakter i Viborg FF.
Han skiftede den 26. juli 2017 til den norske klub FK Jerv, hvor han skrev under på en toårig aftale.

## Titler
- AaB
  - Superligaen: 2013/14
  - DBU Pokalen: 2014